# 三島公園 (愛媛県)
三島公園（みしまこうえん）は、愛媛県四国中央市中曽根町にある公園。桃山公園（ももやまこうえん）とも呼ばれる。四国八十八景66番に当公園からの工場群と瀬戸内海の眺望が選ばれている。ツツジ、桜、藤、広い芝生が自慢である。

## 概要
四国中央市役所の南約2 kmの丘陵地にある市民公園で、海抜140 m、8.3ヘクタールに及ぶ敷地に、遊戯広場、ピクニック広場、遊歩道、展望台、売店、駐車場などがあり1969年（昭和44年）完成。展望台からは、四国中央市街や瀬戸内海が見渡せる。展望台付近には、瀬戸内海の素晴らしい景色を詠んだ一茶「しずけしや春を三島の帆かけ舟」が、伍健「考えを直せばふっと出る笑い」の句碑・川柳碑が建立されている。

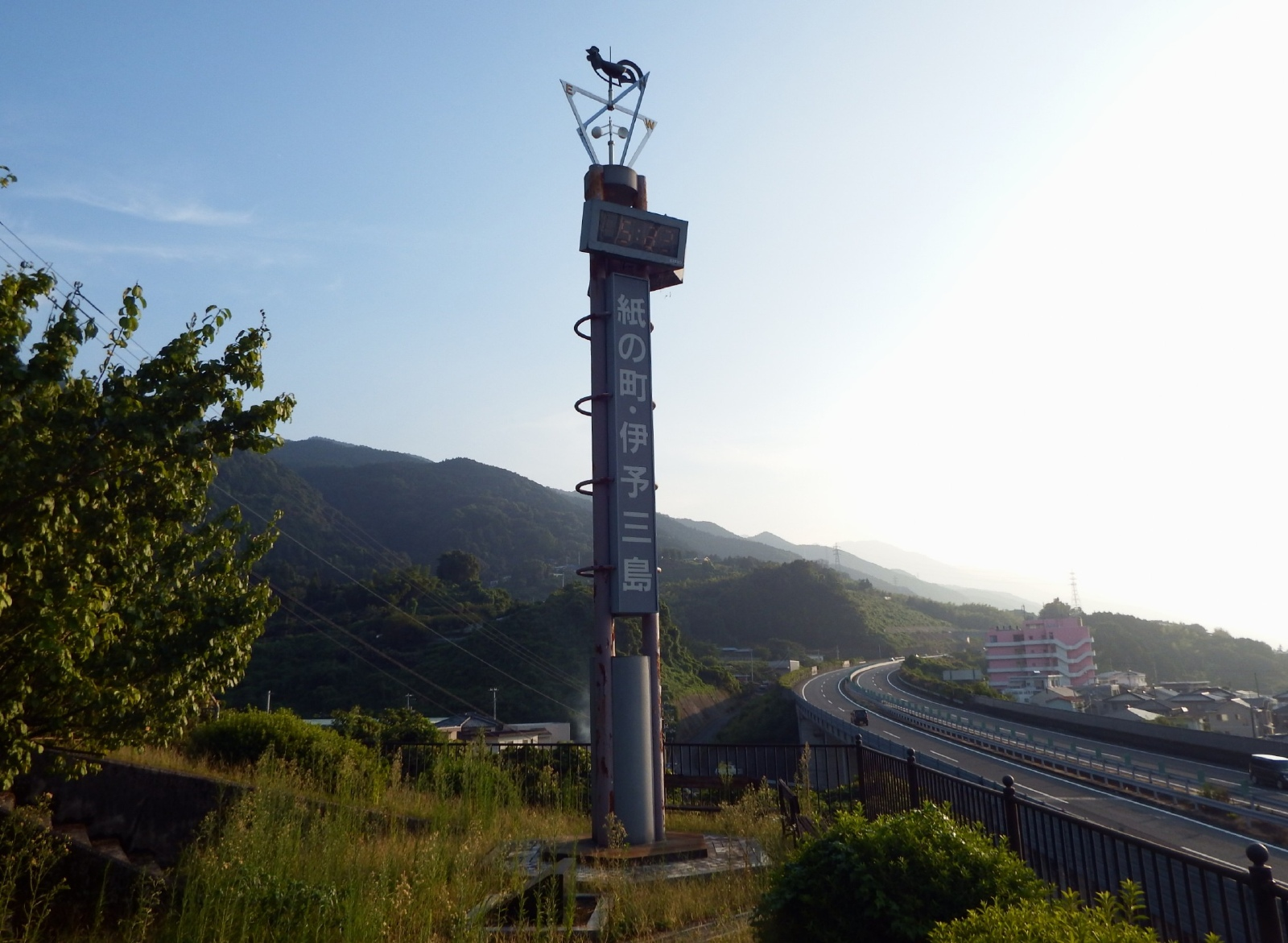
進入路入口に立つ四国高速道路発祥地の碑
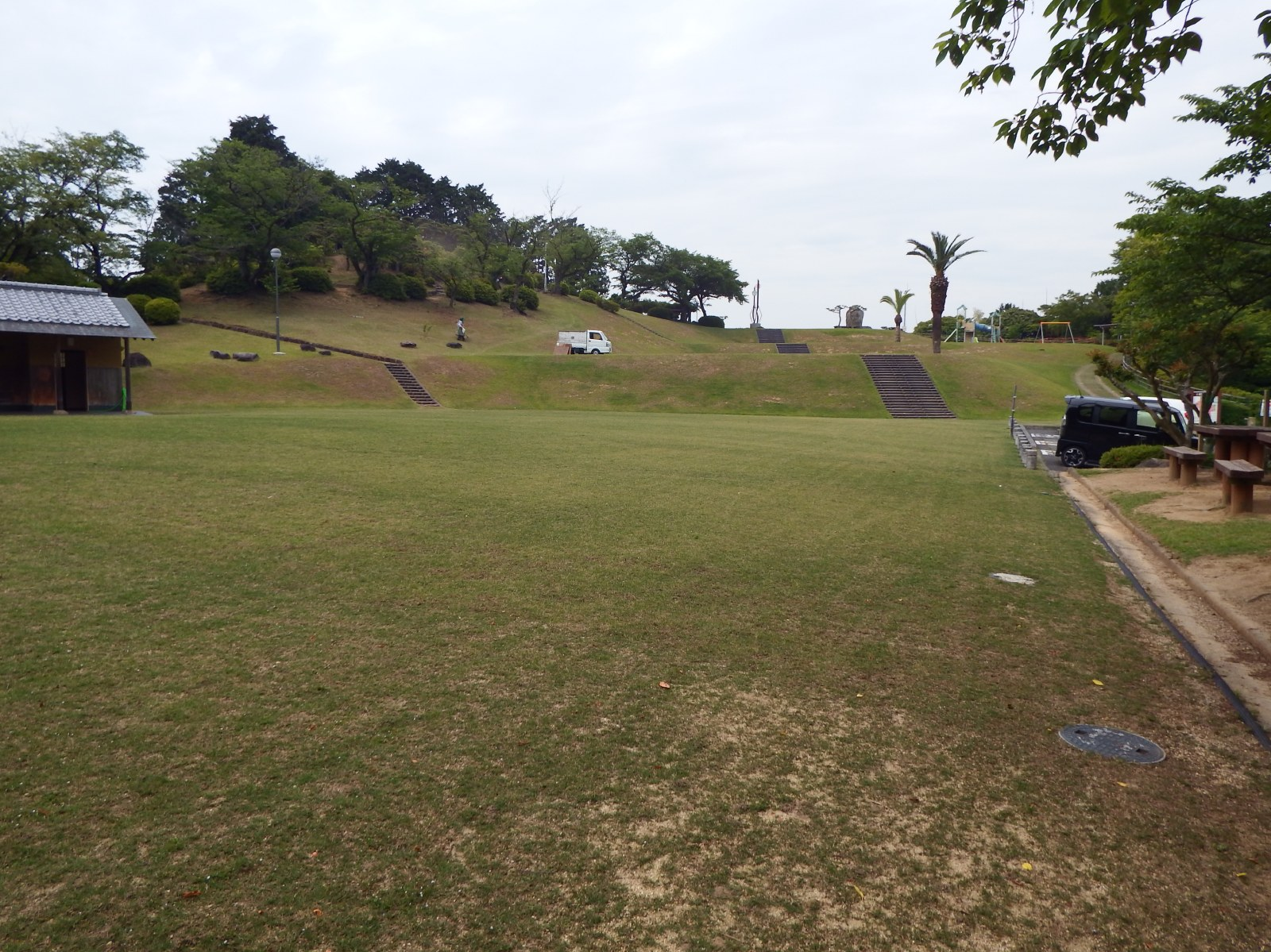
日々手入れがされている（全景）
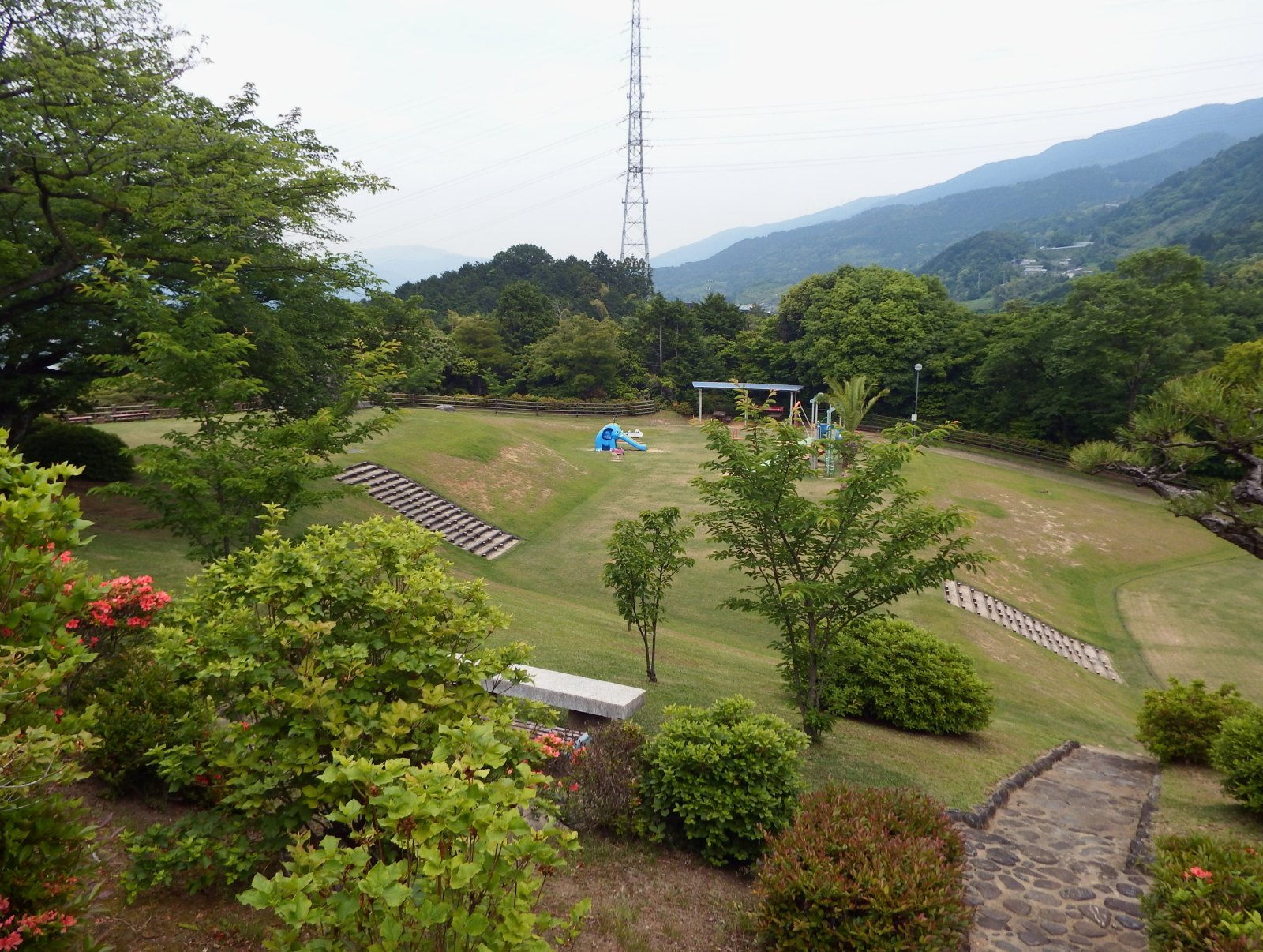
遊戯広場

## 横地山古墳箱式石棺
当公園で一番高い所にある。

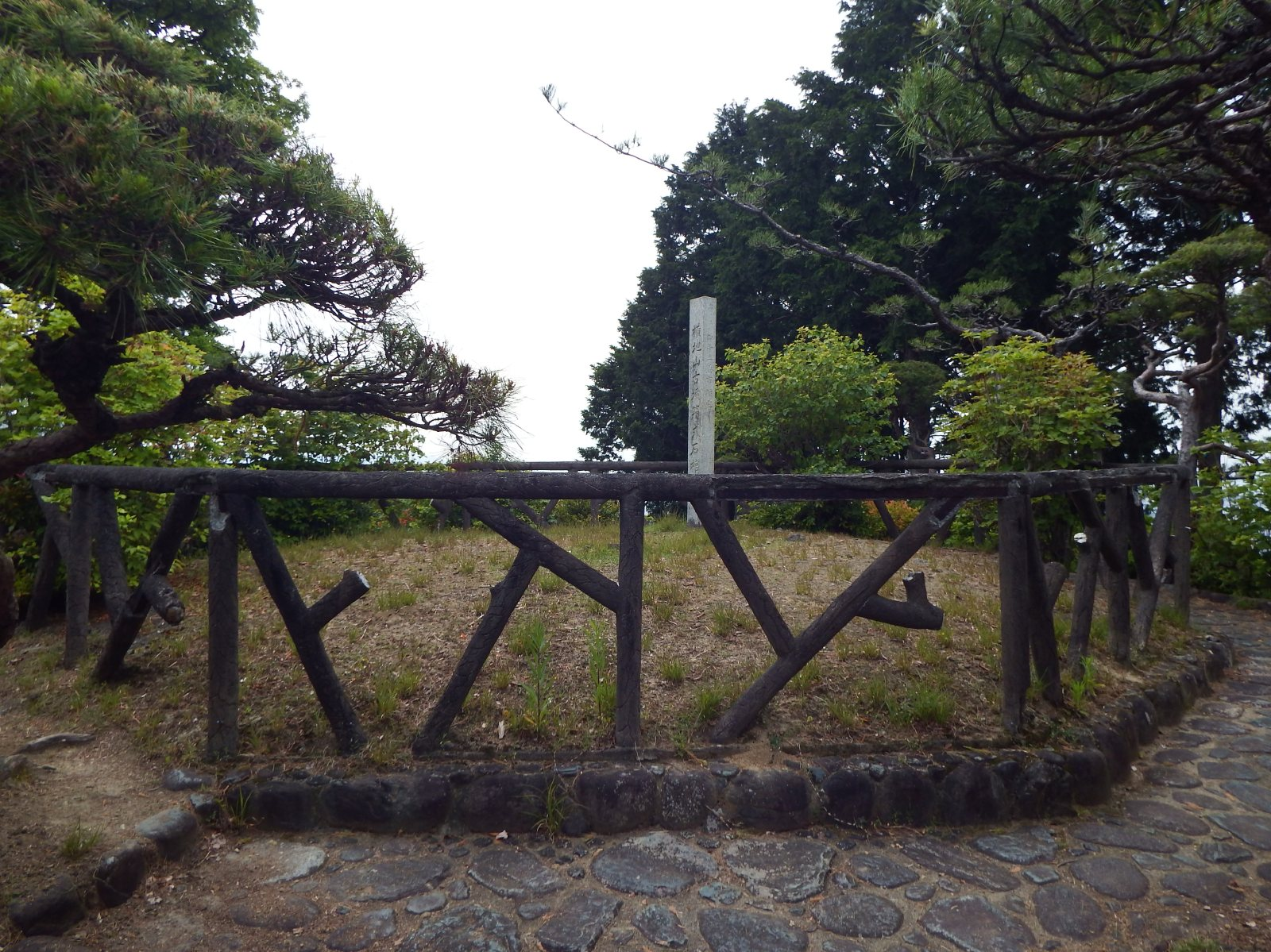
横地山古墳

1957年（昭和32年）4月に発見され、翌年1月に発掘された。墳丘には直径約7.5 m、高さ1 mの封土があり、周りには河原石を並べて周縁部を形成しており、この封土の中に2基の箱式石棺が並列して構築されていた。東側の1号石棺は長さ1.6 m幅42 cm深さ24 cm、西側の2号石棺は長さ2 m幅50 cm深さ24 cm。弥生時代後期と推定。1962年（昭和37年）4月1日市史跡指定。

## イベント
4月第1日曜日には、桜まつりが開催され、多くの人出で賑わう。

## アクセス
松山自動車道・三島川之江ICから車で約10分。

## 付近の観光スポット
- 具定展望台
- 翠波高原
- 霧の森
- 霧の高原
- 塩塚高原
- 三角寺
- 川之江城
- 富郷ダム